# Borcfalu
Borcfalu (szlovákul Borcová) község Szlovákiában, a Zsolnai kerületben, a Stubnyafürdői járásban.

## Fekvése
Turócszentmártontól 22 km-re délre, a Turóc jobb oldalán fekszik.

## Története
1302-ben „Borcfalva” néven a Récskei család birtoka, majd 1331-ben „Borchfalua” néven említik. 1363-ban a Pál, később a Rakovszky családé, részben pedig a prónai uradalom része. A 16. századtól a Zablatszki, Kelemen, Thuróczi és Nyári családoké. 1715-ben 15 adózó háztartása volt. 1785-ben 22 házában 111 lakos élt.
A 18. század végén Vályi András így ír róla: „BORCZFALVA. Borczova. Népes helység Turótz Vármegyében; földes Ura Gróf Nyári Uraság, lakosai katolikusok, fekszik Kis Szotzóczhoz nem meszsze, mellynek filiája, határbéli földgye termékeny, fája az Uraságnak erdejéböl, piatza a’ szomszédságában, legelője szükséges marháinak elegendő, első Osztálybéli.”
1828-ban 21 háza és 152 lakosa volt. Lakói mezőgazdasággal foglalkoztak.
Fényes Elek 1851-ben kiadott geográfiai szótárában így ír a faluról: „Borczfalva, (Borczova), tót falu, Thurócz vgyében, a Thurócz vize mellett: 32 kath., 120 evang. lak. Kicsiny de termékeny határral. F. u. a Nyáry fam. – Utolsó postája Rudnó.”
A trianoni diktátumig Turóc vármegye Stubnyafürdői járásához tartozott.

## Népessége
| Év:            | 1994. | 2004.    | 2014.    | 2024.   |
| -------------- | ----- | -------- | -------- | ------- |
| Emberek száma: | 111   | 126      | 148      | 153     |
| Eltérés:       |       | +13,51 % | +17,46 % | +3,37 % |

| Év:            | 2023. | 2024.   |
| -------------- | ----- | ------- |
| Emberek száma: | 151   | 153     |
| Eltérés:       |       | +1,32 % |

1910-ben 153, túlnyomórészt szlovák anyanyelvű lakosa volt.
2001-ben 118 lakosából 116 szlovák volt.
2011-ben 126 lakosából 125 szlovák volt.